# 佐藤日吉
佐藤 日吉（さとう ひよし、1916年〈大正5年〉 - 2007年〈平成19年〉）は、日本の倫理学者。専門は倫理学・宗教的倫理学。北海道教育大学名誉教授・元旭川大学女子短期大学部学長。山形県東村山郡出身。

## 略歴
- 1944年（昭和19年）東北帝国大学法文学部文学科卒業後、赤紙により徴兵。
- 1946年（昭和21年）復員後、東北帝国大学法文学部助手
- 1947年（昭和22年）宮城師範学校講師
- 1949年（昭和24年）北海道学芸大学旭川分校学芸学部助教授
- 1958年（昭和33年）北海道教育大学旭川分校学芸学部教授
- 1980年（昭和55年）北海道教育大学停年退官。同名誉教授。北海道拓殖短期大学農業経済科教授
- 1986年（昭和61年）北海道拓殖短期大学退職し、旭川大学短期大学部学長に就任
- 1988年旭川大学短期大学部退職。宮城教育大学大学院教育学研究科客員教授（1993年まで）

この他1968年（昭和43年）から1974年（昭和49年）まで北海道教育大学附属旭川小学校長を務める

## 受賞歴
勲三等旭日中綬章（1990年）

## 著書
- 『教室の花』（自費出版、1973年）